# Ainārs Bagatskis
Ainārs Bagatskis (ur. 29 marca 1967 w Rydze) – łotewski koszykarz, występujący na pozycji skrzydłowego, reprezentant Łotwy, po zakończeniu kariery zawodniczej trener koszykarski, obecnie trener BK Basketu Kijów i kadry Ukrainy.
13 stycznia 2019 przestał być trenerem niemieckiego Brose Bamberg.

## Osiągnięcia

### Drużynowe
- Mistrz:
  - Ligi Bałtyckiej (2005)[2]
  - Łotwy (1994, 1996–1998, 2002, 2003)
  - Litwy (2004, 2005)[2]
  - Norwegii (1993)
- Brązowy medalista:
  - Ligi Północnoeuropejskiej (2002)[2]
  - mistrzostw Polski (1999, 2000)
- Finalista:
  - pucharu Polski (2000)
  - superpucharu Polski (1999)
- Uczestnik rozgrywek Euroligi (2003–2005)
- Zdobywca pucharu Śląska (1998)

### Indywidualne
- MVP Pucharu Śląska (1998)
- Najlepszy debiutant z zagranicy PLK (1999 według Gazety)[3]
- Zwycięzca konkursu rzutów za 3 punkty:
  - Polskiej Ligi Koszykówki (1999)[4]
  - Litewskiej Ligi (2004)
- Uczestnik meczu gwiazd PLK (1999)[4]
- Lider:
  - strzelców ligi łotewskiej (1992, 1994, 1996, 1998, 2002)
  - w zbiórkach ligi łotewskiej (1992)
  - PLK w skuteczności rzutów wolnych (1999)
  - ligi litewskiej w skuteczności rzutów za 3 punkty (54,3% – 2004)[5]

### Reprezentacja
- 4-krotny uczestnik mistrzostw Europy (1993 – 10. miejsce, 1997 – 16. miejsce, 2001 – 8. miejsce, 2003 – 13. miejsce)

### Trenerskie
- Mistrzostwo Ukrainy (2013, 2014)[6]
- Wicemistrzostwo:
  - Ligi Bałtyckiej (2006)[7]
  - Litwy (2006)[7]
  - Ukrainy (2020)[8]
- Puchar:
  - Ukrainy (2014)[6]
  - Izraela (2017)
- Uczestnik:
  - mistrzostw Europy (2011 – 21. miejsce, 2013 – 11. miejsce, 2015 – 8. miejsce)
  - uniwersjady (2009)[7]
- Asystent trenera podczas meczu gwiazd ligi:
  - łotewskiej (2008)[7]
  - bałtyckiej (2008)[7]